# Richard Anderson
Richard Norman Anderson (Long Branch, New Jersey, 1926. augusztus 8. – Beverly Hills, Kalifornia, 2017. augusztus 31.) amerikai színész.

## Filmjei

### Mozifilmek
- La perla (1947)
- The Vanishing Westerner (1950)
- The Magnificent Yankee (1950)
- Grounds for Marriage (1951)
- Cause for Alarm! (1951)
- Payment on Demand (1951)
- No Questions Asked (1951)
- Gazdag, fiatal és csinos (Rich, Young and Pretty) (1951)
- A nép kontra O’Hara (The People Against O'Hara) (1951)
- Át a széles Missourin (Across the Wide Missouri) (1951)
- The Unknown Man (1951)
- Just This Once (1952)
- Scaramouche (1952)
- Holiday for Sinners (1952)
- Fearless Fagan (1952)
- The Story of Three Loves (1953)
- I Love Melvin (1953)
- Álmaim asszonya (Dream Wife) (1953)
- Give a Girl a Break (1953)
- Menekülés Fort Bravóból (Escape from Fort Bravo) (1953)
- The Student Prince (1954)
- Hit the Deck (1955)
- It’s a Dog’s Life (1955)
- Tiltott bolygó (Forbidden Planet) (1956)
- A Cry in the Night (1956)
- The Search for Bridey Murphy (1956)
- Three Brave Men (1956)
- The Buster Keaton Story (1957)
- A dicsőség ösvényei (Paths of Glory) (1957)
- Hosszú, forró nyár (The Long, Hot Summer) (1958)
- Curse of the Faceless Man (1958)
- Compulsion (1959)
- Lövöldözés Dodge City-ben (The Gunfight at Dodge City) (1959)
- The Wackiest Ship in the Army (1960)
- Sasok gyülekezete (A Gathering of Eagles) (1963)
- Johnny Cool (1963)
- Hét májusi nap (Seven Days in May) (1964)
- Kitten with a Whip (1964)
- Második lehetőség (Seconds) (1966)
- Rablófogócska (Ride to Hangman’s Tree) (1967)
- The Hardy Boys: The Mystery of the Chinese Junk (1967)
- Macho Callahan (1970)
- Tora! Tora! Tora! (1970)
- Doctors’ Wives (1971)
- A betörhetetlenek (The Honkers) (1972)
- Szerepcserepek (Play It As It Lays) (1972)
- Black Eye (1974)
- Yasei no shômei (1978)
- A játékos (The Player) (1992)
- Gettysburg (1993)
- Kopók egymás között (The Glass Shield) (1994)
- The Blood Trail (2015)

### Tv-filmek
- Monte Carlo (1961)
- Ghostbreakers (1967)
- Along Came a Spider (1970)
- Menace on the Mountain (1970)
- Dead Men Tell No Tales (1972)
- The Astronaut (1972)
- The Longest Night (1972)
- Mondj búcsút, Maggie! (Say Goodbye, Maggie Cole) (1972)
- The Night Strangler (1973)
- Jarrett (1973)
- Partners in Crime (1973)
- The Six Million Dollar Man: Wine, Women and War (1973)
- The Six Million Dollar Man: The Solid Gold Kidnapping (1973)
- Pearl (1978)
- The Immigrants (1978)
- The French Atlantic Affair (1979)
- Murder by Natural Causes (1979)
- Dan August: The Trouble with Women (1980)
- Dan August: The Jealousy Factor (1980)
- Dan August: Once Is Never Enough (1980)
- Dan August: Murder, My Friend (1980)
- Kane & Abel (1985)
- Perry Mason visszatér (Perry Mason Returns) (1985)
- The Stepford Children (1987)
- The Return of the Six-Million-Dollar Man and the Bionic Woman (1987)
- Stranger on My Land (1988)
- Bionic Showdown: The Six Million Dollar Man and the Bionic Woman (1989)
- Jackie Collins: Vad játszma (Lucky Chances) (1990)
- 12 millió dolláros szerelem (Bionic Ever After?) (1994)
- In the Lake of the Woods (1996)

### Tv-sorozatok
- Mama Rosa (1950)
- Captain Midnight (1954, egy epizódban)
- Chevron Hall of Stars (1956, két epizódban)
- Schlitz Playhouse of Stars (1957–1958, két epizódban)
- Zane Grey Theater (1957–1958, két epizódban)
- The Millionaire (1958, egy epizódban)
- Playhouse 90 (1958, egy epizódban)
- The Court of Last Resort (1958, egy epizódban)
- Matinee Theatre (1958, egy epizódban)
- Steve Canyon (1958, egy epizódban)
- Zorro (1957–1958, négy epizódban)
- Wagon Train (1959, egy epizódban)
- The Rifleman (1959–1963, hat epizódban)
- Law of the Plainsman (1960, egy epizódban)
- The Untouchables (1960, egy epizódban)
- Thriller (1960, egy epizódban)
- Checkmate (1960, egy epizódban)
- Wanted: Dead or Alive (1960–1961, két epizódban)
- Hong Kong (1961, egy epizódban)
- Buszmegálló (Bus Stop) (1961–1962, 26 epizódban)
- Kraft Mystery Theater (1961–1962, két epizódban)
- Target: The Corruptors (1962, két epizódban)
- The Virginian (1963, egy epizódban)
- Dr. Kildare (1963, egy epizódban)
- The Lieutenant (1963–1964, négy epizódban)
- Redigo (1963, egy epizódban)
- The Eleventh Hour (1964, egy epizódban)
- Combat! (1964, egy epizódban)
- The Alfred Hitchcock Hour (1964, egy epizódban)
- Karen (1964, egy epizódban)
- Perry Mason (1964–1966, 26 epizódban)
- The Man from U.N.C.L.E. (1964–1966, két epizódban)
- The Fugitive (1964–1967, hat epizódban)
- Gunsmoke (1964–1974, négy epizódban)
- Slattery's People (1965, egy epizódban)
- Kraft Suspense Theatre (1965, egy epizódban)
- Death Valley Days (1965, egy epizódban)
- I Spy (1966, egy epizódban)
- 12 O'Clock High (1966, négy epizódban)
- The Felony Squad (1966–1969, négy epizódban)
- The Big Valley (1966–1969, öt epizódban)
- The F.B.I. (1966–1973, hét epizódban)
- T.H.E. Cat (1967, egy epizódban)
- Run for Your Life (1967, egy epizódban)
- The Green Hornet (1967, egy epizódban)
- Mission: Impossible (1967, egy epizódban)
- Cimarron Strip (1967, egy epizódban)
- Támadás egy idegen bolygóról (The Invaders) (1967, egy epizódban)
- Bonanza (1967, egy epizódban)
- Judd for the Defense (1967, 1969, két epizódban)
- Ironside (1967–1975, öt epizódban)
- The Wild Wild West (1968, egy epizódban)
- Mannix (1968, egy epizódban)
- Daniel Boone (1969, egy epizódban)
- My Friend Tony (1969, három epizódban)
- Land of the Giants (1969, egy epizódban)
- The Mod Squad (1969, egy epizódban)
- Bracken's World (1969, egy epizódban)
- Disneyland (1970, két epizódban)
- Dan August (1970–1971, 26 epizódban)
- Alias Smith and Jones (1971, egy epizódban)
- O'Hara, U.S. Treasury (1971, egy epizódban)
- Columbo (1971, A türelmetlen hölgy; Bryce Chadwick)
- Longstreet (1972, egy epizódban)
- The Bold Ones: The New Doctors (1972, egy epizódban)
- Hawaii Five-O (1973, egy epizódban)
- The Delphi Bureau (1973, egy epizódban)
- San Francisco utcáin (The Streets of San Francisco) (1973, egy epizódban)
- Jigsaw (1973, egy epizódban)
- The New Perry Mason (1973, egy epizódban)
- Cannon (1971, 1973, két epizódban)
- Barnaby Jones (1973, egy epizódban)
- Owen Marshall, Counselor at Law (1974, egy epizódban)
- The Fisher Family (1974, egy epizódban)
- The Six Million Dollar Man (1974–1978, 99 epizódban)
- The Bionic Woman (1976–1978, 58 epizódban)
- Szerelemhajó (The Love Boat) (1979, egy epizódban)
- Condominium (1980, két epizódban)
- The Misadventures of Sheriff Lobo (1980, egy epizódban)
- Charlie angyalai (Charlie's Angels) (1981, egy epizódban)
- Nero Wolfe (1981, egy epizódban)
- Darkroom (1981, egy epizódban)
- Fantasy Island (1981–1984, négy epizódban)
- Knight Rider (1982, egy epizódban)
- Bring 'Em Back Alive (1983, egy epizódban)
- Whiz Kids (1983, egy epizódban)
- The Fall Guy (1983, egy epizódban)
- Matt Houston (1983, 1985, két epizódban)
- Simon & Simon (1983–1987, három epizódban)
- Automan (1984, egy epizódban)
- Cover Up (1984–1985, 13 epizódban)
- A szupercsapat (The A-Team) (1985, egy epizódban)
- Hardcastle and McCormick (1986, egy epizódban)
- Dinasztia (Dynasty) (1986–1987, kilenc epizódban)
- Hoover vs. the Kennedys: The Second Civil War (1987, két epizódban)
- A veszélyes öböl (Danger Bay) (1988, egy epizódban)
- Alfred Hitchcock Presents (1988, egy epizódban)
- Gyilkos sorok (Murder, She Wrote) (1989, két epizódban)
- Kung fu: A legenda folytatódik (Kung Fu: The Legend Continues) (1993–1997, 83 epizódban)
- A szellemirtók újabb kalandjai (Extreme Ghostbusters) (1997, hang, egy epizódban)
- The Forsaken Westerns (2017, egy epizódban)